# Transactions of the Botanical Society Edinburgh
Transactions of the Botanical Society Edinburgh (abreviado Trans. Bot. Soc. Edinburgh) es una revista con ilustraciones y descripciones botánicas que fue editada en Edimburgo. Se publicaron los números 1-11, en 1844-1873; y los vols. 16-18, en 1886-1891. Los volúmenes números 12-15, en 1876-1884, y desde el vol. 19 en 1893 hasta ahora ver Trans. & Proc. Bot. Soc. Edinburgh.